# Веселуха
Веселу́ха — річка в Україні, в межах Маневицького району Волинської області та Володимирецького і Зарічненського районів Рівненської області. Права притока Прип'яті (басейн Дніпра).

## Опис
Довжина річки 69 км. Площа водозбірного басейну 940 км². Похил 0,67 м/км. Річище звивисте, завширшки 15—20 м, частково розширене, випрямлене і поглиблене.
Долина невиразна, заболочена, завширшки 3—5 км. Днище звивисте, завширшки 15 — 20 м. Похил річки 0,67 м/км. Живлення переважно снігове. Льодостав з початку грудня до середини березня. Річище частково розширене, випрямлене і поглиблене.
Є ставки. В заплаві споруджено меліоративну систему «Веселуха». Використання річки: водопостачання, зрошення, рибництво.

## Розташування
Витоки розташовані на північ від села Прилісного. Протікає переважно на північ та північний схід по заболоченій території в межах Поліської низовини (в тому числі територією Рівненського природного заповідника). Впадає у Прип'ять на схід від озера Нобель (на північний схід від села Котира).
Найбільша притока: Млинок (права).